# 达日县
达日县（藏語：དར་ལག་རྫོང，威利转写：dar lag rdzong，藏语拼音：Tarlag Zong）是中华人民共和国青海省果洛藏族自治州下辖的一个县，位于果洛州南部。南边于四川省接壤。面积15385平方公里，常住总人口約4.02万，其中95%以上为藏族。县人民政府驻吉迈镇。
达日县地处三江源自然保护区的核心区，是黄河源头的第二个县。县境内有2100多万亩草场，在实施三江源保护和建设工程之前，就已经有1000多万亩草场退化，其中900多万亩因过度放牧、管理不善已经退化成“黑土滩”，使江河源头的生态环境日趋恶化。

## 行政区划
达日县下辖1个镇、9个乡：
吉迈镇、满掌乡、德昂乡、窝赛乡、莫坝乡、上红科乡、下红科乡、建设乡、桑日麻乡和特合土乡。

## 人口
根据(青海省)果洛州第七次全国人口普查公报显示：达日县常住人口为40197人，男性人口占比51.41%，女性人口占比48.59%，年龄结构中0-14岁占比35.68%，15-59岁占比58.69%，60岁以上占比5.63%，65岁以上占比4.23%。

## 交通
- 345国道过境。

## 著名寺庙
境内的查朗寺是建于清朝的藏传佛教宁玛派寺庙。